# Stenorrhina
Stenorrhina es un género de serpientes que pertenecen a la familia Colubridae. Su área de distribución incluye América Central y el norte de Sudamérica.

## Taxonomía
Se reconocen las siguientes especies:
- Stenorrhina degenhardtii (Berthold, 1846)
- Stenorrhina freminvillei Duméril, Bibron & Duméril, 1854